# Thomas Newport (4e comte de Bradford)
Thomas Newport, 4e comte de Bradford (c 1696 – 18 avril 1762), est un pair anglais. 

## Biographie
Il est le troisième fils de Richard Newport (2e comte de Bradford). Sa mère, Mary, est la troisième fille de Thomas Wilbraham, 3e baronnet. Après une chute de cheval dans sa jeunesse, il souffre de faiblesses toute sa vie. Richard, le deuxième fils de son père et membre du Parlement est décédé en 1716. Ainsi, à la mort de son frère aîné Henry Newport (3e comte de Bradford) en 1734, il lui succède dans les titres et les domaines, tels que Weston Park, Staffordshire. 
Il est décédé célibataire à Weston Park, dans le Staffordshire. Sa succession est transférée à sa sœur Diane, et tous ses titres s'éteignent. En 1815, le comté est recréé pour Orlando Bridgeman, descendant d'une fille du 2e comte. 